# الکترا (پلیادس)
الکترا (انگلیسی: Electra) در اسطوره‌شناسی یونانی یکی از پلیادس‌ها، هفت دختر  اطلس (اسطوره) و  پلیون (اسطوره‌شناسی) بود. او در جزیره  ساموثراکی زندگی می کرد. او دو پسر به نام‌های  داردانوس (پسر زئوس) و  ایاسیون (یا Eetion) از زئوس داشت.